# Johann Albrecht Widmannstetter
Johann Albrecht Widmannstetter (ou Widmanstetter, ou Widmanstadt) est un humaniste allemand, également administrateur et diplomate, né vers 1506 à Nellingen (près d'Ulm et de Tübingen), mort le 28 mars 1557 à Ratisbonne. Il est un des précurseurs de l'orientalisme, et notamment des études syriaques, en Occident.

## Biographie
Après des études de droit, de théologie et de langues à l'Université de Tübingen, il partit pour l'Italie en 1527, et poursuivit sa formation à Turin, puis à Naples et à Rome. En 1529, accompagnant l'empereur Charles Quint qui se déplaçait de Gênes à Bologne avec sa suite pour se faire couronner par le pape, il rencontra à Reggio d'Émilie Teseo Ambrogio degli Albonesi (Theseus Ambrosius Albonesius, 1469-1540), qui était chanoine du Latran, kabbaliste, et avait appris plusieurs langues orientales (cf. Introductio ad Chaldaicam linguam, Syriacam, atque Armenicam, et decem alias linguas. Characterum differentium alphabeta circiter quadraginta, etc., Pavie, 1539) ; il se fit initier par lui au syriaque, et se vit offrir un Évangéliaire en cette langue avec la mission, qu'il remplit bien plus tard, de le faire imprimer.
En 1533, il devint secrétaire du pape Clément VII, puis en 1535 du cardinal Nikolaus von Schönberg, archevêque de Capoue. Dès 1533, il fit une série de conférences devant le pape et la curie où il présenta la théorie héliocentriste de Copernic, soulevant un grand intérêt (en 1536, le cardinal de Capoue écrivit à Copernic pour l'inciter à publier ses travaux).
De retour en Allemagne en 1539, il entre au service du duc Louis X de Bavière, pour lequel il remplit de nombreuses missions diplomatiques. En janvier 1542, il épouse la fille illégitime du duc, Anna von Leonsberg, dont il a au moins une fille. En 1546, il passe au service d'Othon Truchsess de Waldbourg, évêque d'Augsbourg, dont il devient le chancelier et l'archiviste. En 1548, l'empereur Charles Quint le fait chevalier, puis en 1552 comte palatin impérial. La même année, il entre au service de Ferdinand Ier de Habsbourg, frère de l'empereur, en tant que chancelier d'Autriche, puis en 1554 comme « superintendant » de l'Université de Vienne : il est chargé de la réformer et de fonder dans la ville un collège de jésuites. Le 24 février 1557, sa femme étant morte l'année précédente, il est ordonné prêtre. Il meurt un mois plus tard.
Il laissait une bibliothèque de plus de 800 livres, dont environ 300 manuscrits en hébreu et en arabe, qui fut acquise par le duc Albert V de Bavière : c'est le noyau de la collection de manuscrits orientaux de la Bayerische Staatsbibliothek. En 1553, il fit venir à Vienne le prêtre syrien jacobite Moïse de Mardin, qui séjournait à Rome, et réalisa avec lui, grâce à un manuscrit apporté par ce prêtre, et à un autre fourni par Guillaume Postel, qui vint aussi à Vienne, la première édition imprimée du Nouveau Testament (incomplet) en syriaque (chez l'imprimeur Michel Zimmermann, 1555). Ce fut aussi la première édition dans une langue orientale à Vienne, pour laquelle il fallut tailler les caractères. En 1556, il faisait imprimer aussi la première grammaire syriaque (Syriacæ linguæ prima elementa, également chez Zimmermann ; reprise par Christophe Plantin, à Anvers, en 1572). Ces travaux servirent de base à la Bible polyglotte d'Anvers (1569/72), et constituent, avec ceux d'Andreas Masius, les débuts des études syriaques en Europe occidentale. Widmannstetter réalisa aussi une grammaire arabe (non imprimée) et une édition d'un résumé de la traduction latine du Coran par Robert de Ketton.